# 面粉桥
面粉桥 (俄语：Мучной мост)是俄罗斯圣彼得堡格里博耶多夫运河上的一座人行桥，得名于附近建于18世纪的面粉仓库。附近还有面粉巷。 

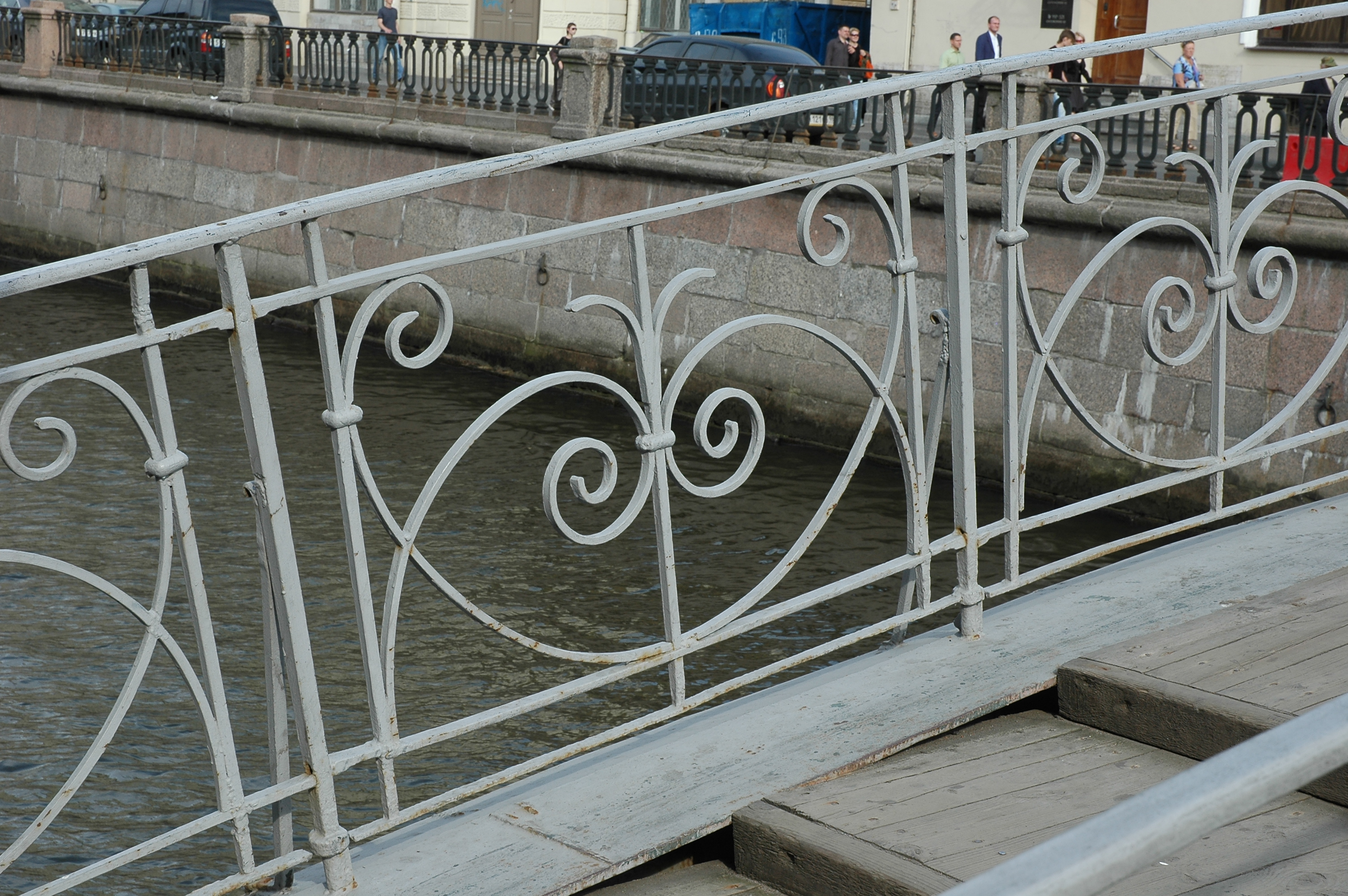

该桥始建于1931年，原有三跨，1951年重建时改为单跨。